# Pseudonototanais bransfieldensis
Pseudonototanais bransfieldensis is een naaldkreeftjessoort uit de familie van de Leptocheliidae. De wetenschappelijke naam van de soort is voor het eerst geldig gepubliceerd in 1986 door Sieg.